# 박효준 (축구인)
박효준(1989년 2월 15일 ~ )은 대한민국의 피지컬 코치이다. 현재 K리그1의 포항 스틸러스의 피지컬 코치로, 브라질 클럽에서 피지컬 코치로 활동한 경력이 있다.